# Grönlandi-tenger
A Grönlandi-tenger az Északi-sarki-óceán része, bár néha az Atlanti-óceánhoz számolják. Grönland keleti partjainál, Izlandtól északra, Grönlandtól keletre és a Spitzbergáktól nyugatra terül el.  Területe 1 205 000 km². Kelet–nyugati kiterjedése nagyjából 1500 km, míg az észak–déli 600 km. Legmélyebb pontja 4846 m a tenger szintje alatt, átlagos mélysége 1450 m.
A tenger éghajlata arktikus jellegű. A februári középhőmérséklet –15– –10, míg az augusztusi 0–5 °C közötti. Az évi csapadékmennyiség 200–800 mm. A fagyos napok száma kb. évi 300, a sarki jég miatt északi része csak nagyon ritkán hajózható.
Északnyugati részét állandóan jég borítja, és télen az egész területének nagy része befagy.
A területen a hideg Kelet-grönlandi áramlás az uralkodó, de kifejti hatását kis mértékben a meleg Norvég-áramlat is.

## Földrajz
Határait a Nemzetközi Hidrográfiai Szervezet a következőképpen jelöli ki:
- a Grönland legészakibb pontja és Spitsbergen sziget legészakibb pontja közötti vonal
- Spitsbergen sziget nyugati partja
- a Spitsbergen sziget legdélibb pontja és a Jan Mayen-sziget legészakibb pontja közötti vonal
- a Jan Mayen-sziget nyugati partja
- a Jan Mayen-sziget legdélibb pontja és az izlandi Gerpir(-fok) közötti vonal
- az izlandi Gerpir(-fok)-tól a grönlandi Nansen-fokig
- Grónland keleti partja a Nansen-foktól Grönland legészakibb pontjáig